# Tapfuma Gutsa
Tapfuma Gutsa (Harare, 1956) è uno scultore zimbabwese.

## Vita e carriera

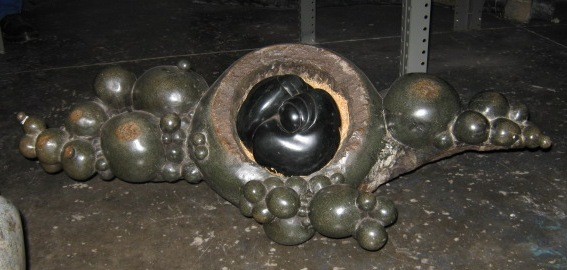
Genesis, National Gallery di Harare.

Tapfuma Gutsa nasce nel 1956 a Salisbury in Rhodesia, l'attuale Harare in Zimbabwe. L'artista è figlio del proprietario di un impresario edile. Tra il 1970 e il 1973 frequenta il St. Ignatius College a Chishawasha in Zimbabwe e nel 1978-1979 lavora il legno alla Driefontein Mission School sotto la guida di Cornelius Manguma. Studia a Londra dal 1982 al 1985 ottenendo il diploma in scultura alla City and Guilds London School of Art. 
Negli anni Ottanta fonda e organizza l'Utonga Art Group a Tafara ad Harare. È co-organizzatore del primo workshop Pachipamwe in collaborazione con Triangle Art Trust tra il 1988 e il 1990 e nel 1994 a Shurugwi. A partire dal 1997 avvia il Surprise Art Centre a Shurugwi. Partecipa a numerosi laboratori organizzati da Triangle Art Trust, in Botswana (1990), Mozambico (1991), Giamaica (1993), Gran Bretagna (1999) e in India (2001). Dal 2005 è membro dell'Offene Keramikwerstatt in WUK, a Vienna. L'artista vive a Vienna.

## Attività

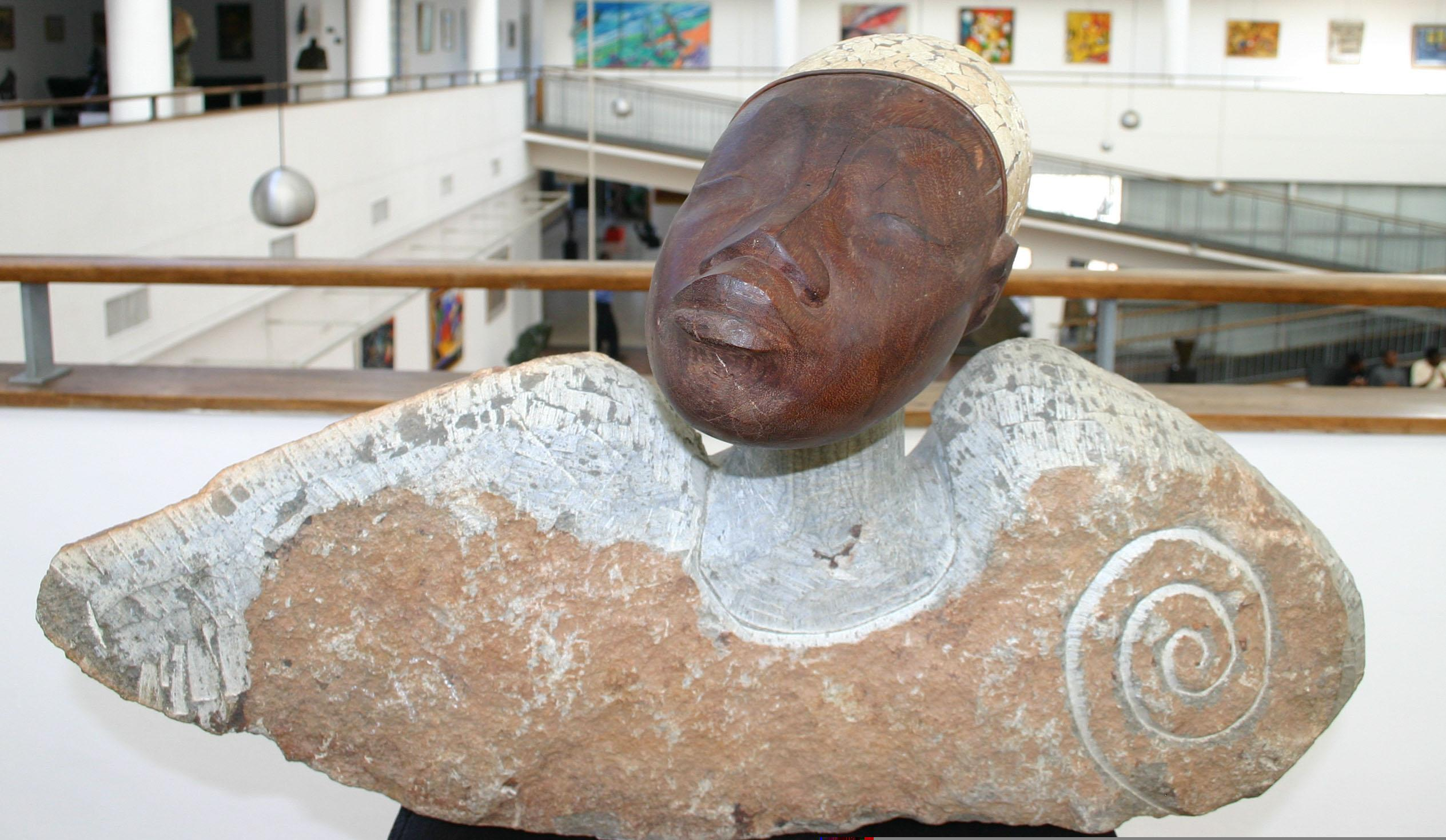
Woman of Society, 1987, National Gallery di Harare.

Tapfuma Gutsa è uno dei più noti e importanti scultori della cosiddetta seconda generazione dello Zimbabwe, attivo anche come promotore di eventi e laboratori.
Come artista, il suo lavoro, concentrato sulla scultura, riceve grande visibilità internazionale. Secondo Christopher Tiné, il suo lavoro si ispira alla cultura Shona e, formalmente, mostra l'influsso della sua formazione in Gran Bretagna e l'influenza di artisti come Pablo Picasso, Henri Matisse e Constantin Brâncuși. Sempre secondo l'enciclopedia, i temi del suo lavoro spaziano dalla politica a un'espressione più intima, con l'utilizzazione di una vasta gamma di materiali.
Nel 1995 partecipa alla prima edizione della Biennale di Johannesburg; è tra gli artisti della Biennale di Dakar (Dak'Art) del 1992 e la Biennale di Dakar del 2004 gli dedica una rassegna individuale curata da Yacouba Konaté. Nel 2011 partecipa alla 54ª Biennale di Venezia all'interno del Padiglione dello Zimbabwe; già nel 1991 il suo lavoro era stato esposto alla Biennale di Venezia.
Sue opere sono state esposte in numerose mostre, tra le quali, nel 1990, Contemporary African Art allo Studio Museum di Harlem a New York, nel 2004 Visions of Zimbabwe alla City Art Gallery di Manchester e, nel 2007, Uncomfortable Trouth: The Shadow of Slave Trading on Contemporary Art al Victoria and Albert Museum di Londra.
Il suo lavoro è curato dalla Galleria October Gallery di Londra.

## Riconoscimenti

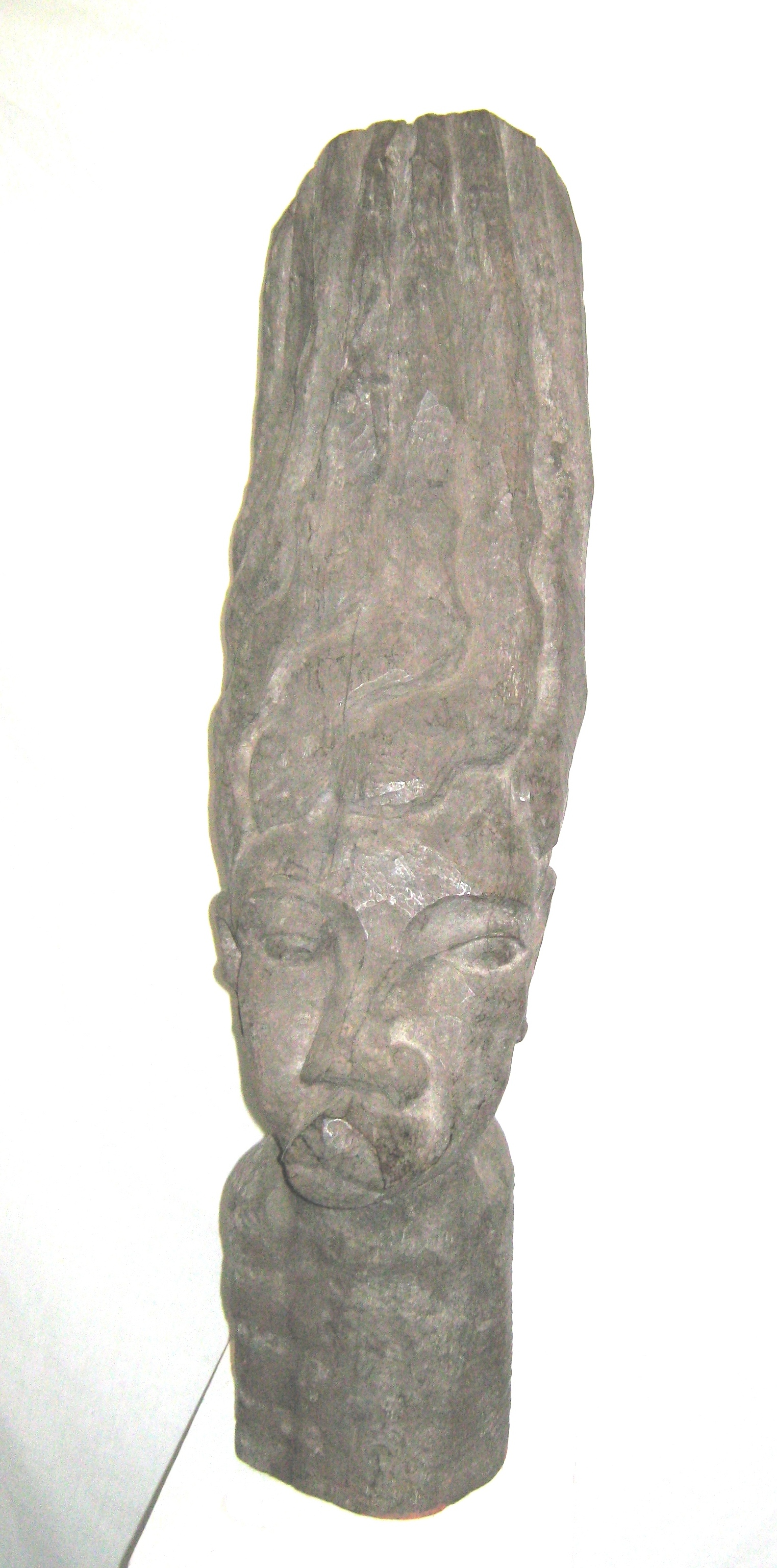
Nehanda's Defiance, National Gallery di Harare.

Nel 1981 riceve il premio Oxyco Weldart alla National Gallery di Harare e nel 1982 è il primo artista in Zimbabwe a ricevere il British Council Arts Award. Nell'1986 riceve il Nedlaw Sculpture Award sempre della National Gallery di Harare e nel 1992 il Johnson & Fletcher Award. Nel 1993 ottiene dai Delfina Studios di Londra il premio per una residenza d'arte. Nel 1995 riceve il President's Award of Honour ad Harare e nel 2003 il National Award for the Arts per i più grandi risultati nella scultura dello Zimbabwe.